# La Crique
La Crique ist eine französische Gemeinde mit 367 Einwohnern (Stand 1. Januar 2022) im Département Seine-Maritime in der Region Normandie. Sie gehört zum Arrondissement Dieppe und zum Kanton Neufchâtel-en-Bray. Die Bewohner werden Criquais und Criquaises genannt.

## Geographie
La Crique liegt in der Landschaft Pays de Bray im Zentrum des Départements, etwa 28 Kilometer nordnordöstlich von Rouen und etwa 27 Kilometer südsüdöstlich von Dieppe. Umgeben wird La Crique von den Nachbargemeinden Val-de-Scie mit Sévis im Norden und Nordwesten, Bellencombre im Norden und Nordosten, Rosay im Osten, Beaumont-le-Hareng im Südosten, Grigneuseville im Süden, Bracquetuit im Südwesten sowie Montreuil-en-Caux im Westen.

## Bevölkerungsentwicklung

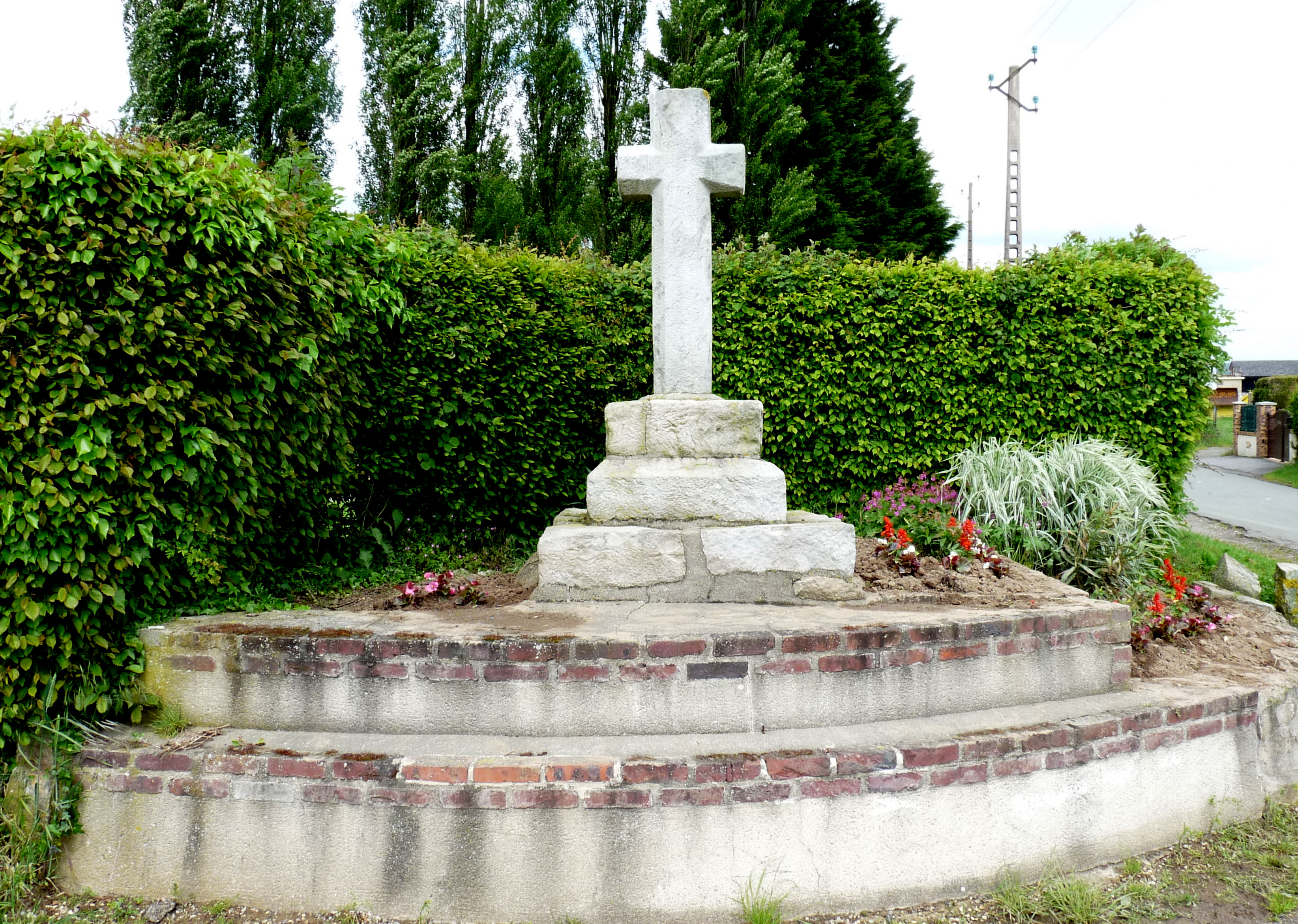
Wegekreuz

| Jahr                       | 1962 | 1968 | 1975 | 1982 | 1990 | 1999 | 2006 | 2013 | 2020 |
| Einwohner                  | 263  | 262  | 247  | 261  | 273  | 288  | 344  | 357  | 336  |
| Quellen: Cassini und INSEE |      |      |      |      |      |      |      |      |      |

## Sehenswürdigkeiten
- Nachdem die Pfarrkirche La-Sainte-Trinité mit Ursprüngen aus dem 11. Jahrhundert als zu klein geworden erschien, erfolgte ihr Neubau im Jahre 1848.
- Der Chor der Pfarrkirche Les Saints-Innocents im Weiler Les Innocents stammt aus dem 12. Jahrhundert. Das einschiffige Langhaus wurde im 13. Jahrhundert errichtet und im 16. Jahrhundert umgestaltet. Im 18. Jahrhundert wurden die Maueröffnungen überarbeitet.
- Die 1877 erbaute Kapelle Notre-Dame-de-L’Epine ersetzte ein 1876 durch einen Orkan zerstörtes Oratorium.
- Das Schloss im Ortskern mit Park, Wohntrakt, Nebengebäuden und landwirtschaftlichen Partien datiert aus der Mitte des 19. Jahrhunderts.
- Das Kreuz aus Sandstein an der Kreuzung zweier Wege stammt aus dem 16. Jahrhundert und ist seit 1913 als Monument historique klassifiziert.